# Mazarrón Fútbol Club
El Mazarrón FC es un club de fútbol de España de la ciudad de Mazarrón en la Región de Murcia. Fue fundado en 2010 y actualmente juega en la Preferente Autonómica Murciana.

## Historia
En el verano de 2010 el histórico Mazarrón CF desciende de la Tercera división a Preferente y finalmente el club desaparece ahogado por las deudas arrastradas desde su estancia en Segunda División B. Antes de finalizar el plazo el 31 de agosto, se inscribe un nuevo club en la Federación Murciana. El 2 de agosto se hacía pública la creación del nuevo Mazarrón Fútbol Club, con José Miguel Rodríguez como presidente del nuevo proyecto. El que fuera jugador del Mazarrón CF en la década de los 80 y 90, contará con Agustín Pérez Rojas, que también fue entrenador del Mazarrón CF, CD Bala Azul y Playas de Mazarron en los 90. El equipo mazarronero, comienza su andadura en la Preferente Autonómica tomando la plaza del CFS El Progreso, apuesta por la cantera y el fútbol base, contando para el primer equipo con jóvenes de la localidad. El 18 de agosto de 2010 disputa su primer encuentro de carácter amistoso con resultado de empate a 2 contra el Cartagena FC Juvenil de Liga Nacional.
El club ha participado en la Preferente Autonómica (debajo de Tercera) en las temporadas 2010/11 y 2011/12 antes de descender a la Primera Autonómica. Tres años después regresa a Preferente y asciende a la Tercera en la campaña 2017/18. En la temporada 2019/2020 el equipo logró plaza para el play-off  quedando en 5.ª posición, al suspenderse la competición por la pandemia del Covid-19. El play-off se acabaría jugando el 18 de julio de 2020 en San Pedro del Pinatar, con un 0-0 contra el Lorca Deportiva que eliminaba al club mazarronero. Dos temporadas después en la 2021/2022 el equipo hizo una primera vuelta para el olvido en la Tercera RFEF estando en descenso en una segunda vuelta donde el equipo se revolucionaria con una gran plantilla pero a pesar de la calidad de los jugadores el equipo acabaría descendiendo quedando en la posición 16° con 34 puntos a 5 puntos de la salvación.

## Presidentes
- 2010-2016: José Miguel Rodríguez
- 2016-2021: Rubén Martínez Collado
- 2021-actualidad: Diego Ramirez Arango

## Uniforme
- Uniforme titular: Camiseta roja con escapulario azul, pantalón azul y medias rojas.
- Uniforme visitante: Camiseta blanca con escapulario azul, pantalón blanco, medias blancas.
- Tercer uniforme: Camiseta roja, pantalón rojo, medias rojas.

## Estadio

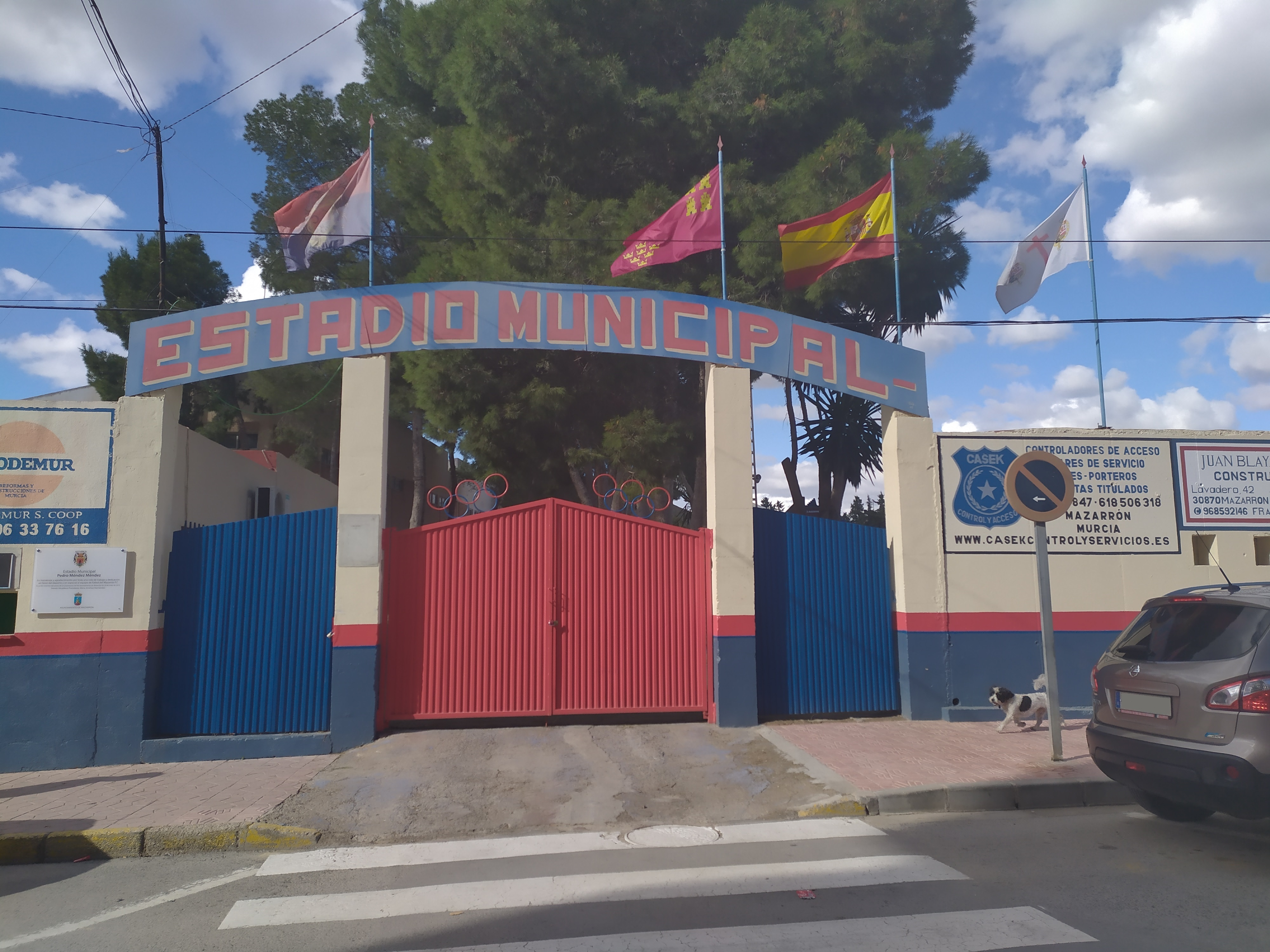
Estadio Pedro Mendez Mendez.

El Mazarrón FC disputa sus partidos en el Municipal de Mazarrón (Estadio "Pedro Mendez Mendez"), con capacidad para 3.500 personas. Césped natural

## Trayectoria histórica
| Temporada | Nivel | División     | Posición |
| --------- | ----- | ------------ | -------- |
| 2010/11   | 5     | Preferente   | 14º      |
| 2011/12   | 5     | Preferente   | 18º      |
| 2012/13   | 6     | 1ª Auto.     | 9º       |
| 2013/14   | 6     | 1ª Auto.     | 12º      |
| 2014/15   | 6     | 1ª Auto.     | 4º       |
| 2015/16   | 5     | Preferente   | 7º       |
| 2016/17   | 5     | Preferente   | 4º       |
| 2017/18   | 5     | Preferente   | 4º       |
| 2018/19   | 4     | Tercera      | 10º      |
| 2019/20   | 4     | Tercera      | 5º       |
| 2020/21   | 4     | Tercera      | 6º       |
| 2021/22   | 5     | Tercera RFEF | 16º      |
| 2022/23   | 6     | Preferente   | 5º       |
| 2023/24   | 6     | Preferente   | 1º       |

## Datos del club
- Temporadas en Primera División: 0
- Temporadas en Segunda División: 0
- Temporadas en Primera RFEF: 0
- Temporadas en Segunda RFEF: 0
- Temporadas en Tercera RFEF: 1
- Temporadas en Preferente Autonómica: 6
- Temporadas en Primera Autonómica: 3
- Temporadas en Segunda Autonómica: 0
- Temporadas en Tercera División (Extinta): 3
- Temporadas en Segunda División B (Extinta): 0
- Mayor goleada conseguida: .5-0
  - En campeonatos nacionales: .
- Mayor goleada encajada: 2-6
  - En campeonatos nacionales: .
- Mejor puesto en la liga: .5
- Peor puesto en la liga: 16.
- Máximo goleador: .
- Portero menos goleado: .
- Más partidos disputados: .Juan Andreo Mula

## Entrenadores

### Cronología de los entrenadores
- 2010-2012: Agustín Pérez Rojas
- 2012-2013: Jelco Oosterhof
- 2012–2014: Antonio Lorente Cavas
- 2014-2015: Javier García Martínez
- 2016-2017: José Moreno
- 2017-2018: Francisco (Paco) Pliego Parra
- 2018-2019: Juan José Asensio Alonso
- 2019-2020: Juan José Asensio Alonso
- 2020-2021: Sergio Sánchez
- 2020-2021: Kenny
- 2021-2022: Jonatan Di Giosia
- 2021-2022: David Bascuñana
- 2022-2023: Paco Luna
- 2023-2024: Juan Andreo Mula
- 2023-2024: Kenny

## Palmarés
Campeón trofeo Miguel Ronquillo 2015,2016,2017,2018,2021,2022,2023
Campeón trofeo los amigos de Mazarrón 2019
Recomocimiento del ayuntamiento de Mazarrón temporada 2017/2018
Premio al equipo revelación temporadas:2018/2019 y 2019/2020 
Play off ascenso a 2B temporada 2019/2020
Campeón trofeo San Ginés de la Jara 2022
Campeón preferente temporada 2023/24